# イーモン・サリバン
イーモン・サリバン（Eamon Sullivan、1985年8月30日 - ）は、オーストラリア・西オーストラリア州・パース生まれの男子競泳選手。身長189cm、体重78kg。50m自由形と100m自由形の元世界記録保持者。

## 経歴
2004年、アテネ五輪に出場し、初めて国際大会の舞台を経験する。ただし、個人種目での出場は無く、4x100mフリーリレーのメンバーとしての出場だった。ちなみに、オーストラリアチームは6位だった。
2005年、国内の選考会で敗れたため、世界水泳モントリオール大会には出場することができなかった。
2006年、コモンウェルス・ゲームに出場し、50m自由形と100m自由形で5位に入賞し、オーストラリアチームの4x100mフリーリレーでの2位、4x100mメドレーリレーでの優勝に貢献する。
2007年、国際舞台で頭角を現すことになる。世界水泳メルボルン大会では、50m自由形と4x100mフリーリレーで5位入賞し、100m自由形で銅メダル、4x100mメドレーリレーで金メダルを獲得する。4x100mメドレーリレーでは、絶対的な本命だったアメリカチームが予選で引継違反をして失格となったため（このため、マイケル・フェルプスの8冠が消えている）、日本チームとのデッドヒートとなった。細川大輔とのアンカー対決を制し、地元オーストラリアに歓喜をもたらした。
2008年2月17日、50m自由形においてアレクサンドル・ポポフの持つ男子競泳で最古の世界記録（21秒64）
を8年ぶりに更新する（21秒56）。3月23日、フランスのアラン・ベルナールがこの記録を更新するが（21秒50）、同27日、オーストラリアの選考会においてサリバンは21秒41をマークし、再び世界記録保持者となる。翌28日には21秒28にまで記録を伸ばす。さらに、同選考会ではベルナールの持つ100m自由形の世界記録に0.02秒と迫る47秒52をマークする。ベルナールの世界記録も8年ぶりにピーター・ファン・デン・ホーヘンバンドの記録（47秒84）を更新したもので、長く破られなかった記録が複数の選手によって大きく更新されたこと、本来ならあまりタイムの出ない春先から世界記録が続出したことで、この頃からSPEEDO社のレーザー・レーサーが話題になる。もちろん、サリバンもベルナールもレーザー・レーサーを着用していた。

迎えた北京五輪本番、4x100mフリーリレーにおいて第1泳者で47秒24をマークし、100m自由形でも世界記録保持者となる（オーストラリアチームは銅メダルだった）。100m自由形の準決勝1組において、ベルナールが47秒20をマークするものの、サリバンは同2組で47秒05をマークし世界記録を奪い返す。しかし、決勝ではベルナールにわずかな差で敗れ、銀メダルに終わる（ベルナールの優勝タイムは47秒21）。これで気落ちしたのか、50m自由形では6位に終わる。最終日の4x100mメドレーリレーでは、アンカーとしてオーストラリアチームの銀メダルに貢献した。
2009年4月に行われたフランス選手権で50m・100m自由形ともにサリバンの持つ世界記録が破られた。しかし100mについては、着用していた水着がFINAの承認を得られず記録が未公認となったたが、後に世界選手権でブラジルの選手に100mの記録を更新され、サリバンの世界記録はなくなった。

## 自己ベスト
| 泳法   | 距離 | 水路   | 記録   | 樹立日                         | 大会名        | 備考 |
| ------ | ---- | ------ | ------ | ------------------------------ | ------------- | ---- |
| 自由形 | 50m  | 長水路 | 21秒28 | オーストラリア選手権           | 2008年3月28日 |      |
| 自由形 | 100m | 長水路 | 47秒05 | 第29回北京オリンピック競技大会 | 2008年8月13日 |      |

## 主な成績
- 2004年 アテネオリンピック 4x100mフリーリレー 6位 3分15秒77
- 2007年 世界水泳 50m自由形 5位 22秒05
- 2007年 世界水泳 100m自由形 銅メダル 48秒47
- 2007年 世界水泳 4x100mフリーリレー 5位 3分15秒89
- 2007年 世界水泳 4x100mメドレーリレー 金メダル 3分34秒93
- 2008年 北京オリンピック 50m自由形 6位 21秒65
- 2008年 北京オリンピック 100m自由形 銀メダル 47秒32 ※準決勝で47秒05の世界記録
- 2008年 北京オリンピック 4x100mフリーリレー 銅メダル 3分09秒91
- 2008年 北京オリンピック 4x100mメドレーリレー 銀メダル 3分30秒04